# Естепона
Естепона (шп. Estepona) град је у Шпанији у аутономној заједници Андалузија у покрајини Малага. Према процени из 2008. у граду је живело 62.848 становника.

## Географија

### Клима
| Клима (Естепона)           | Клима (Естепона) | Клима (Естепона) | Клима (Естепона) | Клима (Естепона) | Клима (Естепона) | Клима (Естепона) | Клима (Естепона) | Клима (Естепона) | Клима (Естепона) | Клима (Естепона) | Клима (Естепона) | Клима (Естепона) | Клима (Естепона) |
| Показатељ \ Месец          | .Јан.            | .Феб.            | .Мар.            | .Апр.            | .Мај.            | .Јун.            | .Јул.            | .Авг.            | .Сеп.            | .Окт.            | .Нов.            | .Дец.            | .Год.            |
| -------------------------- | ---------------- | ---------------- | ---------------- | ---------------- | ---------------- | ---------------- | ---------------- | ---------------- | ---------------- | ---------------- | ---------------- | ---------------- | ---------------- |
| Средњи максимум, °C (°F)   | 16,6 (61,9)      | 17,7 (63,9)      | 19,1 (66,4)      | 21,0 (69,8)      | 23,8 (74,8)      | 27,3 (81,1)      | 29,9 (85,8)      | 30,3 (86,5)      | 27,9 (82,2)      | 23,7 (74,7)      | 20,0 (68)        | 17,4 (63,3)      | 23,0 (73,4)      |
| Просек, °C (°F)            | 12,0 (53,6)      | 12,8 (55)        | 14,1 (57,4)      | 15,6 (60,1)      | 18,7 (65,7)      | 22,2 (72)        | 24,8 (76,6)      | 25,4 (77,7)      | 23,1 (73,6)      | 19,0 (66,2)      | 15,4 (59,7)      | 12,9 (55,2)      | 18,0 (64,4)      |
| Средњи минимум, °C (°F)    | 7,3 (45,1)       | 7,9 (46,2)       | 9,0 (48,2)       | 10,4 (50,7)      | 13,4 (56,1)      | 17,1 (62,8)      | 19,7 (67,5)      | 20,5 (68,9)      | 18,2 (64,8)      | 14,3 (57,7)      | 10,8 (51,4)      | 8,4 (47,1)       | 13,0 (55,4)      |
| Количина падавина, mm (in) | 81 (31,9)        | 55 (21,7)        | 49 (19,3)        | 41 (16,1)        | 25 (9,8)         | 12 (4,7)         | 2 (0,8)          | 6 (2,4)          | 16 (6,3)         | 56 (22)          | 95 (37,4)        | 88 (34,6)        | 526 (207,1)      |
| [ тражи се извор ]         |                  |                  |                  |                  |                  |                  |                  |                  |                  |                  |                  |                  |                  |

## Становништво
Према процени, у граду је 2008. живело 62.848 становника.
| 1991.  | 2001.  |
| ------ | ------ |
| 34.965 | 43.109 |